# Centurion
O Centurion foi o principal tanque de batalha do exército britânico depois da Segunda Guerra Mundial com desenho muito bem concebido e de fácil modificação, devido a sua blindagem grossa e a adaptação dos chassis para o desempenho de outras funções. O Centurion foi desenvolvido para ser usado na Segunda Guerra mas quando ficou pronto a guerra já tinha terminado. Mas ele teve papel fundamental na Guerra da Coreia, superando os tanques soviéticos e americanos com larga vantagem. Esteve em uso também das forças autralianas na Guerra do Vietnã como assistência e suporte. Foi utilizado amplamente até a década de 1990 por vários exércitos do mundo todo e mais recentemente em 2006 no conflito entre Israel e Líbano com modificações para transporte de tropas.

## Desenvolvimento

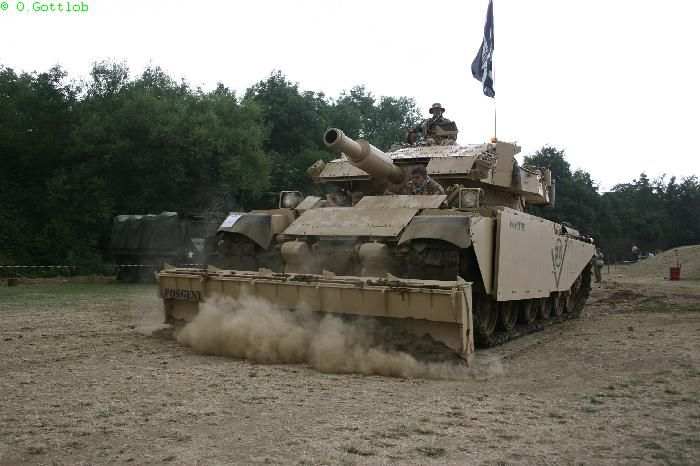
Variante Britânica de limpeza de terrenos.

O desenvolvimento do carro de combate Centurion teve inicio em 1943, com o objetivo de construir um carro de combate que tivesse as mesmas características que os veículos blindados alemães. Foi lançado em 1945. Os britânicos queriam criar o tanque com a tecnologia mais avançada da época para superar os tanques alemães que tinham uma mecânica muito sofisticada e eram os melhores do mundo. O Centurion é considerado o quinto melhor tanque da história. E manteve o título de melhor tanque do mundo durante 15 anos.[carece de fontes?]
Os britânicos, ainda consideravam a necessidade de possuir dois tipos diferentes de carro de combate, o que implicava a necessidade de dois tipos diferentes de chassis. Um pesadamente blindado destinado à infantaria e outro mais ligeiro e que poderia atingir altas velocidades, armado com um canhão anti-tanque com capacidade para perfurar a blindagem de veículos inimigos.
A prática e especialmente a guerra no deserto provaram que o conceito não era muito eficaz. Os pesados tanques de infantaria não podiam acompanhar os rápidos avanços das formações mecanizadas e os tanques cruzadores destinados a engajar os tanques inimigos careciam de proteção razoável, especialmente perante as peças de 88mm dos alemães, pensadas para a função anti-aérea mas que os alemães utilizavam como armamento anti-tanque quando encontravam tanques pesados.
Em 1943, o exército britânico solicitou um tanque cruzador pesado. O conceito era nada mais nada menos que a junção dos dois conceitos de tanque num só. Juntava-se assim a pesada blindagem do tanque de infantaria, com a alta velocidade do tanque cruzador.
Evidentemente que isso implicava o desenvolvimento de um motor e suspensão especialmente poderosos para garantir a eficiência do veículo e por isso o desenvolvimento do Centurion não foi rápido. As primeiras unidades de pré-produção foram enviadas para a Europa no inicio de 1945. Estavam equipadas com o canhão de 76mm/17 libras que era o mais poderoso canhão anti-tanque britânico em termos de calibre, podendo enfrentar os poderosos Panther alemães.
O Centurion, não chegou a ver combates, mas nasceu como um tanque pesado, poderosamente armado, e com uma blindagem que o ajudou a continuar em serviço como um carro de combate poderoso, sendo sujeito a várias modernizações, sendo produzidos cerca de 4.400 unidades.
Esteve ao serviço na Grã Bretanha, em Israel, na Jordânia e está ainda em serviço na África do Sul, onde é conhecido como Olifant.

## Centurion A41Mk.1
E resultado de um pedido do exército britânico para um tanque que combinasse a blindagem pesada dos lentos tanques de infantaria, com o poderoso armamento dos tanques cruzadores, o Centurion começou a ser desenvolvido desde o inicio de 1943, quando ainda não tinha terminado a guerra no deserto.
A fase inicial de desenvolvimento deste carro de combate durou aproximadamente um ano e a sua configuração foi discutida, tendo finalmente sido aprovada em Fevereiro de 1944.
O Centurion deveria inicialmente ter um peso inferior a 40 toneladas. Mas durante a fase de projeto ele foi sendo modificado até ultrapassar essa meta, principalmente por causa da necessidade de enfrentar a ameaça dos novos tanques alemães como o Tiger equipado com canhão de 88mm e o tanque Panther equipado com um canhão longo de 75mm. O Centurion atingia quase 50 toneladas.
Em maio de 1944 foi colocada a primeira encomenda para 20 unidades de pré-produção para que se efetuassem testes.
Comparação entre o Centurion e o Panther: A parte frontal do Centurion, incluiu uma blindagem com alto nível de inclinação, aparentemente influenciada pelos tanques alemães.
Quinze desses carros de combate foram equipados com o canhão de alta-velocidade de 17 libras 76mm Mk.2 HV. Os restantes cinco, foram armados com um seu derivado com menos potência, que também foi utilizado para o tanque Comet os Centurion com este canhão menos potente foram conhecidos como A-41S.
Dos carros armados com a peça de 76mm dez foram armados com um curioso arranjo que consistia na inclusão de um canhão de 20mm na torre, ao lado do de 76mm (não coaxial), ocupando a posição que mais tarde seria reservada a uma metralhadora.
Em abril de 1945, com a Alemanha no seu último mês, estavam prontos seis exemplares. Embora eles tenham sido enviados para o exército britânico na Europa, a sua incorporação em unidades só ocorreu após a rendição da Alemanha nos primeiros dias de maio de 1945.
Na fábrica, começara a ser produzida em janeiro de 1945 a versão Mk.2 ou A-41A, com algumas diferenças no sistema de transmissão. Além dessa alteração, a torre passou a ser moldada numa única peça e a montagem de uma metralhadora lateral (na torre) foi suprimida e incorporada uma metralhadora coaxial. A primeira encomenda de 100 unidades deste tipo começou a ser entregue no verão de 1946, um pouco mais de um ano após o final da guerra.
Aliás, com o final da guerra, o armamento inicialmente previsto para o Centurion teve que ser repensado. Essa análise resultou das informações sobre as capacidades dos novos tanques soviéticos, alguns dos quais estavam armados com peças de 100mm e 122mm.

## Centurion Mk.3/Mk.4/Mk.5/Mk.6/Mk.7/Mk.8/Mk.9
Durante a guerra, e enquanto prosseguia o desenvolvimento do Centurion, a arma mais poderosa que poderia ser instalada no carro de combate Centurion era o canhão de 17 libras e 76mm fabricado na Grã Bretanha.
Já no último ano de guerra, os britânicos consideraram que mesmo o canhão de 76mm, que se comparava favoravelmente com a arma principal do tanque Panther alemão era insuficiente para defrontar carros de combate como o Tiger.
Foi então tomada a decisão de desenvolver uma nova arma, que viria a equipar o Centurion logo que o seu desenvolvimento estivesse terminado. A adoção do canhão de 20 libras e 84mm é a principal característica distintiva do Centurion Mk. 3.600 unidades foram encomendadas e além destas, todos os carros Centurion Mk.1 e Mk.2 foram convertidos para este padrão, recebendo esta arma os Centurion Mk.2 modernizados passaram a ser designados como Centurion Mk.5.
Posteriormente foi desenvolvida a versão Mk.4 que diferia das outras, por ser uma versão de apoio de fogo, armada com um óbus de 95mm, prática que tinha sido introduzida durante a guerra. A versão Mk.4 foi no entanto abandonada antes do final da década de 1940.
A versão Centurion Mk.5, lançada a partir de 1952 era basicamente idêntica à versão Mk.3, com a inclusão de um extractor de fumaça na peça principal.
O Centurion Mk.5 passou a ser fabricado pela Vickers, embora as fábricas Leyland ainda continuassem a produzir viaturas por mais algum tempo, para responder às muitas encomendas internacionais para o modelo.
A versão Centurion Mk.7 é basicamente idêntica à Mk.5 e foi concebida a partir de 1953, a principal diferença residindo no fato de estes modelos serem fabricados pela Leyland.
O Centurion Mk.8 foi mais uma pequena derivação Mk.7 com diferenças ao nível da blindagem da torre e de pequenas modificações de pormenores como posição de escotilhas além de modificações à montagem interna da arma principal.
Centurion Mk.9 foi a designação dada a todos os Centurion Mk.7 que foram convertidos para o padrão seguinte, que incluía a nova arma principal de 105mm.
Durante os anos 60, vários Centurion Mk.3 foram por sua vez modernizados recebendo o canhão de 105mm L7-A1. Várias modificações e modernizações foram sendo introduzidas por clientes internacionais, que modificaram o sistema consoante as suas necessidades.
- Mk.10

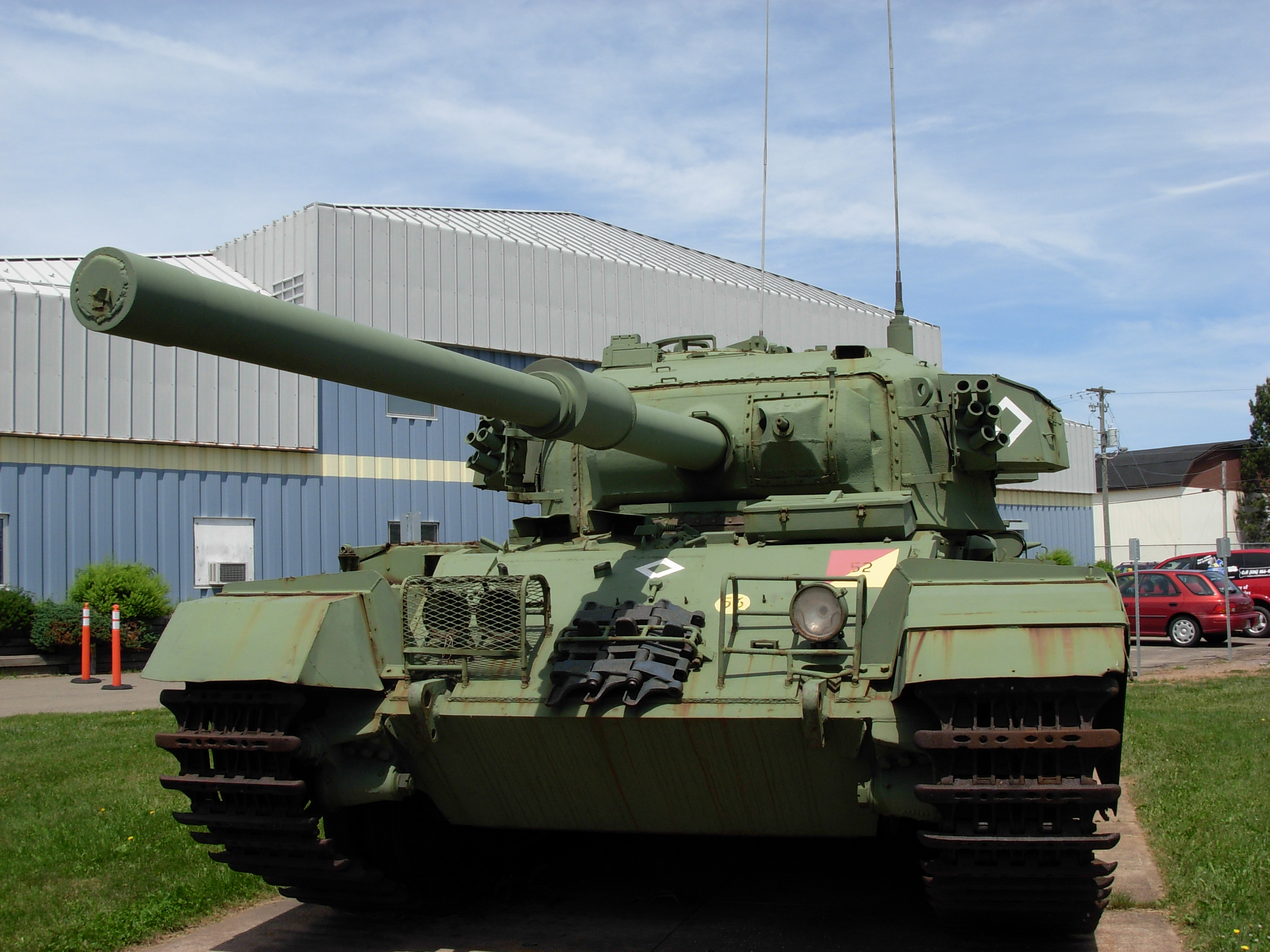
Centurion Mk.10.

O Centurion, tinha sido desenhado com um objetivo em mente: Produzir um tanque britânico que conseguisse competir em termos de blindagem e poder de fogo com os tanques de que os alemães dispunham na fase final da II Guerra Mundial. Ele foi desenvolvido na sequência dos estudos que resultaram no tanque A-34 Come.
Os primeiros Centurion estavam equipados com armamento de 76mm e posteriormente foram armados com uma peça de 83mm.
Esse armemento era adequado numa altura em que o principal carro de combate soviético era o T-34-85 armado com uma peça de 85mm. Mas quando a URSS começou a introduzir novos modelos, especialmente o T-54 e o seu derivado T-55 tornou-se necessário que os carros de combate do ocidente acompanhassem o aumento de poder dos seus rivais soviéticos.
Surge assim o Centurion Mk.10 que soma as modificações de blindagem que foram sendo incorporadas nos vários veículos Centurion anteriores, e que junta a esse chassis/torre, a nova arma britânica de 105mm modelo L7-A1. Em testes em 1960, o Centurion demonstrou as capacidades dessa peça ao disparar 17 tiros num minuto, com 100% de acertos.
Ficou claro com essa demonstração que o Centurion estava perfeitamente adequado para receber a nova arma, além de também ter provado a qualidade da própria arma da Vickers que se viria aliás a tornar padrão entre os países da NATO.
Em termos mecanicos o Centurion Mk.10 continuou a utilizar o mesmo tipo de motor, sendo basicamente idêntico ao Mk.8. A substituição do Centurion ou o seu complemento por outro veículo mais pesado, implicou que várias características deste carro de combate fossem aproveitadas e servissem de inspiração para desenhar o Chieftain no final dos anos 60. Os britânicos foram os primeiros a implementar a politica de armar os seus carros de combate pricipais com canhões de 120mm pelo que no exército britânico o Centurion começou a ser substituido a partir de 1967.
Muitos deles, armados com o canhão de 105mm seriam vendidos a Israel. A Jordânia, que também tinha recebido várias versões anteriores com canhão de 76mm também esteve entre os que receberam o Centurion.

## Operadores

### A41 Mk.1/Mk.2
- Reino Unido Qtd: Máx: 200- Qtd. em serviço: 0

### Mk.3,4,5,6,7,8,9
- Austrália Qtd: Máx:143 - Qtd. em serviço: 0[2]
- Canadá Qtd: Máx: 374 - Qtd. em serviço: 0
- Dinamarca Qtd: Máx: 216 - Qtd. em serviço: 0
- Egito Qtd: Máx: 41 - Qtd. em serviço: 0
- Índia Qtd: Máx: 220 - Qtd. em serviço: 0
- Iraque Qtd: Máx: 55 - Qtd. em serviço: 0
- Israel Qtd: Máx: 365 - Qtd. em serviço: 0
- Jordânia Qtd: Máx: 50 - Qtd. em serviço: 0[3]
- Kuwait Qtd: Máx: 25 - Qtd. em serviço: 0
- Países Baixos Qtd: Máx: 600 - Qtd. em serviço: 0
- África do Sul Qtd: Máx: 258 - Qtd. em serviço: 0[4][5]
- Suécia Qtd: Máx: 450 - Qtd. em serviço: 0
- Suíça  Qtd: Máx: 200 - Qtd. em serviço: 0
- Líbia Qtd: Máx: 10 - Qtd. em serviço: 0

### Mk.10
- Israel
- Designação Local: Centurion Mk.10
- Qtd: Máx: 860 - Qtd. em serviço: 0
- Situação: Convertido

A versão do Centurion armada com a peça de 105mm L/7 versão Mk.10 e seguintes, juntamente com a versão Mk.10 transformou Israel no segundo maior utilizador desta viatura em todo o mundo (considerando as várias versões).
Os primeiros 45 carros de combate deste tipo foram fornecidos em 1962 e tratava-se de carro Mk.5, convertidos para o padrão Mk.10.
Entre 1967 e 1973, Israel recebeu mais 400 unidades do Centurion, com mais 400 unidades fornecidas entre 1974 e 1975, para compensar as perdas após a Guerra do Yom Kippur.
Estes carros de combate foram de especial importância durante a guerra do Yom Kippur em que Israel foi atacado em duas frentes pelos seus vizinhos árabes.
O Centurion, era o carro de combate mais poderoso ao serviço de Israel e no conflito de 1973 foi de grande importância no conflito de Outubro. A capacidade do Centurion baixar a arma principal, o que lhe permitia subir as dunas e disparar sobre os tanques egípcios protegido da areia, permitiu a destruição de grandes quantidades de carros T-55 egípcios.
- Jordânia Qtd: Máx: 150 - Qtd. em serviço: 0
- Kuwait Qtd: Máx: 25 - Qtd. em serviço: 0

## Modernizações
Vários países utilizadores do Centurion adaptaram-no para as suas necessidades. Israel, quando os Centurion foram substituídos por veículos mais modernos, adaptou-os para veículos de combate de infantaria, especialmente adequados para as suas necessidades específicas.
Mais recentemente a Jordânia, também desenvolveu uma viatura baseada no Centurion, embora completamente redesenhada, chamada Temsah, que também é um veículo blindado de infantaria.
Outras Modernizações
- Olifant

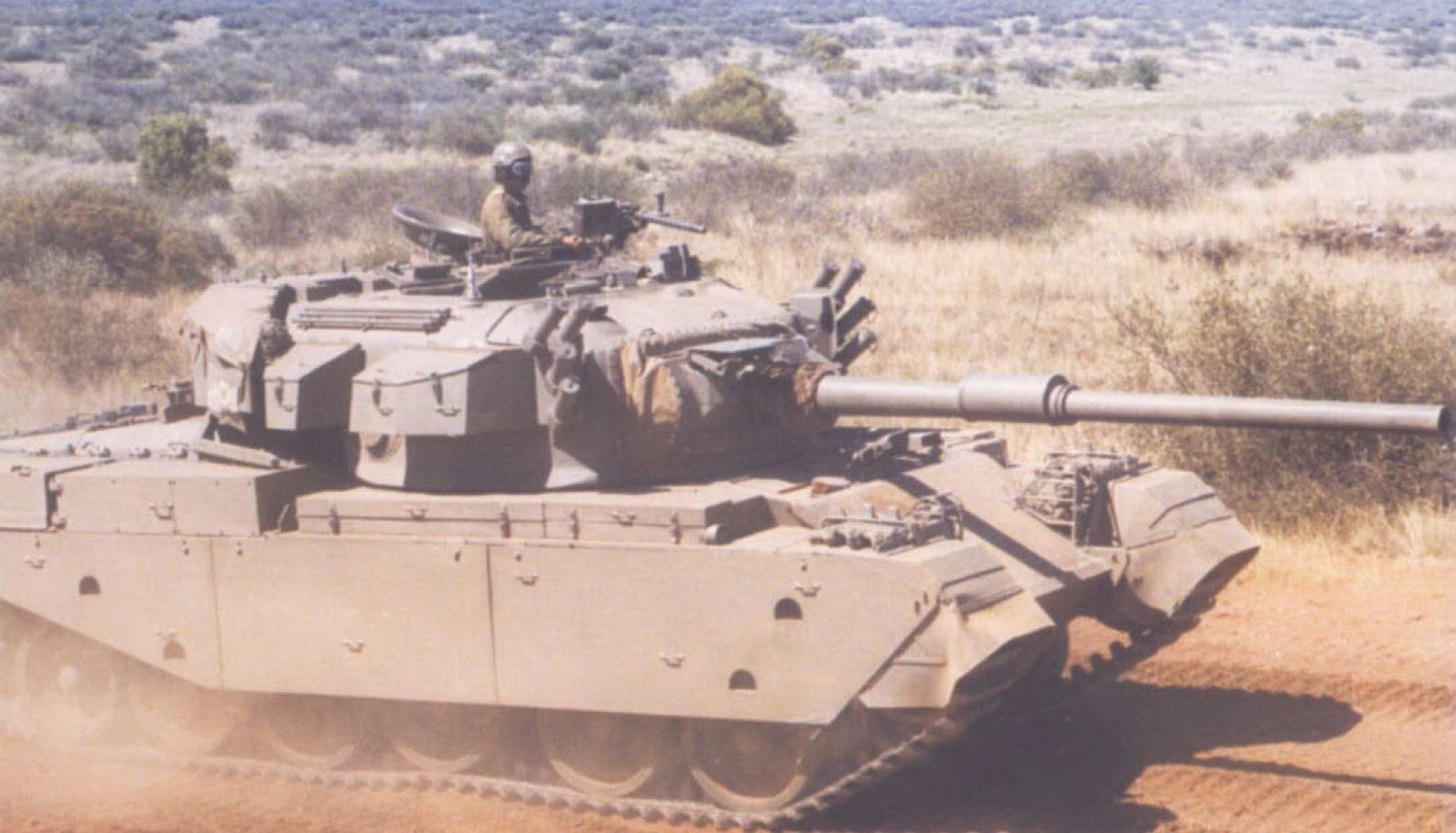
Olifant MK.1A

Centurions  modernizados pela África do Sul.
- Semel (1974): 810cv com injeção de combustível no motor a gasolina de três velocidades semi-automática.
- Olifant Mk 1 (1978): motor diesel de 750cv, transmissão semi-automática.
- Olifant Mk 1A (1985):Mantém o sistema de controle de fogo do Centurion original, mas tem um telemetro a laser para o comandante e intensificador de imagem para o artilheiro
- Olifant Mk 1B (1991): suspensão barra de torsão , alongamento da armadura, casco adicional na placa de talude e revólver,motor diesel V-12 950 hp, sistema de controle informatizado de fogo, telêmetro laser

Olifant Mc 2: Torre redesenhada novo sistema de controle de incêndio. Pode ser equipado com um canhão  L7 GT de 105 milímetros ou uma arma de 120 mm de alma lisa.
- Sho't

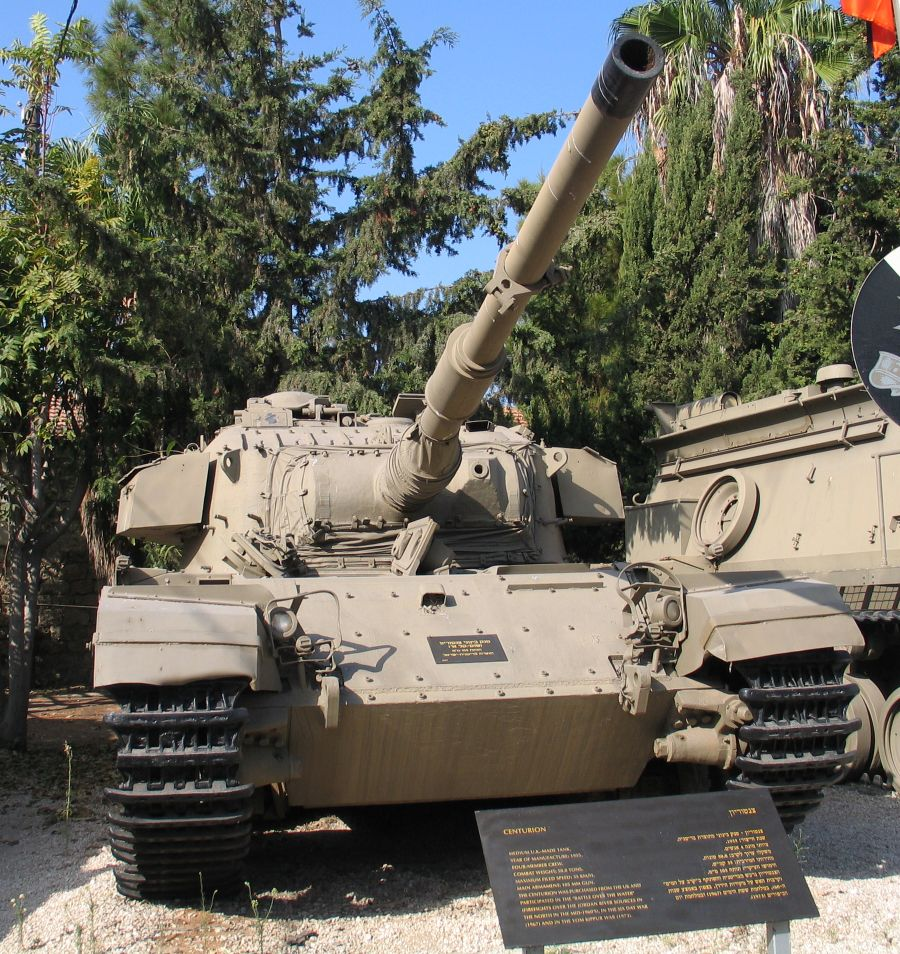
Sho't Kal Alef.

Uma designação israelense do Centurion.
- Sho't Meteor: Centurion Mk 5 tanques com o motor Meteor original comprado em 1959.
- Sho't Kal Alef / Bet / Gimel / Dalet: tanques Centurion Modernizado com pistola de 105 mm em 1963, um novo Powerpack (o AVDS Continental-1790-2A motor diesel eo CD850 transmissão Allison-6). Entrou em serviço em 1970, por volta de 1974 todos os Centurions israelenses foram atualizados para Sho't Kal (Mc 13 armadura) e tinha uma metralhadora montadacal.50 HMG,  Subvariants indicar upgrades recebidos pelos tanques Sho't Kal durante sua vida operacional, incluindo uma novo mecanismo da torre rotativa , um estabilizador de arma nova, um novo sistema de controle de incêndio, e os preparativos para a instalação da ERA Blazer.
- Nagmashot / Nagmachon / Nakpadon

Blindados de combate de infantaria.
- Puma

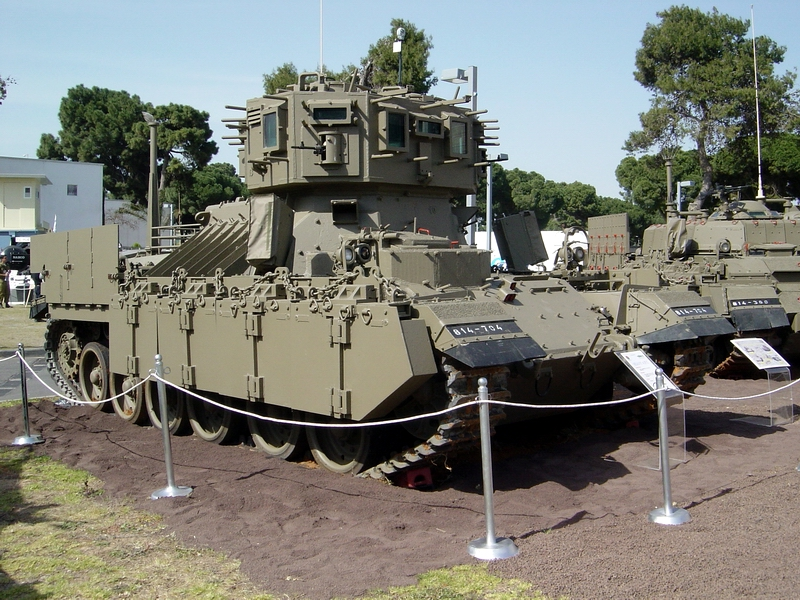
Nagmachon APC.

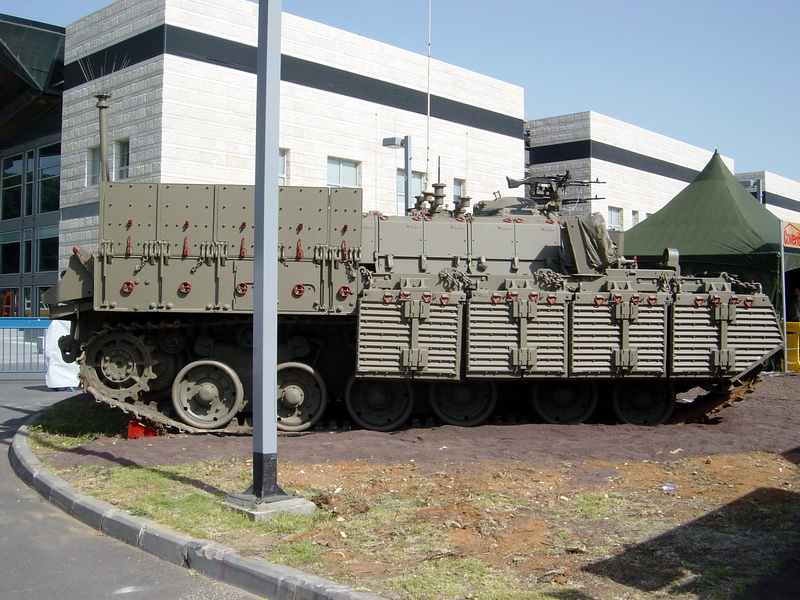
Nakpadon APC.

Veículo de engenharia israelenses chassis do Centurion .
- Eshel ha-Yarden

um lançador quádruplo tubular de 290 milímetros terra-a-terra de foguetes montados no chassis do Centurion. O projeto foi cancelado depois de um único protótipo construído. O veículo esta e uma versão anterior baseado no chassi do Sherman são muitas vezes referida como MAR-290.
- Tempest

Operado por Singapura, modernizada com a ajuda de Israel, armadura semelhante à variante israelense, com motor diesel arma nova, e possivelmente Blindagem reativa. "Tempestade" é a tradução do Português "Sho't".
- Stridsvagn 81

designação do Exército sueco para a os seus 240 Mk3 Centurions (revólver 20 PDR) com rádios sueco, etc
- Stridsvagn 101

Designação do Exército Sueco para seus 110 Mk10 Centurions (pistola 105 mm) uso com rádios, etc
- Stridsvagn 101R

Designação do Exército para os 101 Stridsvagn atualizado no início de 1980 com um localizador de gama a laser, etc
- Stridsvagn 102

Designação do Exército para seus 81 Stridsvagn modernizdos em 1960 com canhão de 105 mm.
- Stridsvagn 102R

Designação do Exército Sueco para 102 Stridsvagn atualizado no início de 1980 com um localizador gama a laser, etc
- Stridsvagn 104

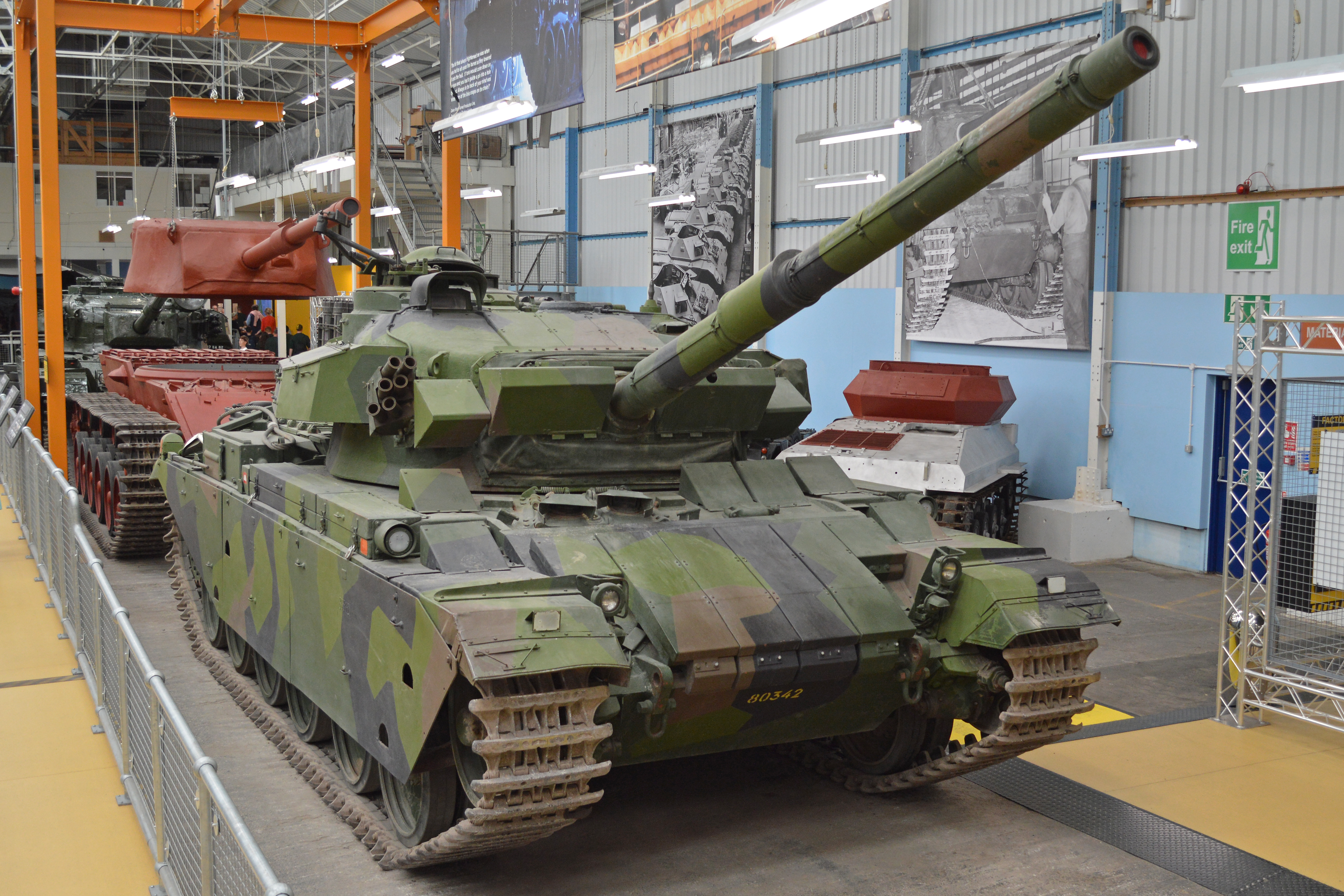
Stridsvaegn 104.

Designação do Exército por 80 Stridsvagn 102 modernizados no início de 1980 com localizador a laser e de motores diesel, etc (no mesmo sentido como o israelense Shot Kal).
- Stridsvagn 105

Designação do Exército para Stridsvagn 102R atualizado com nova suspensão, apenas um protótipo.
- Stridsvagn 106

Designação do Exército para Stridsvagn 101R atualizado com nova suspensão, Não construído.
- Bärgningsbandvagn 81

Designação do Exército para Centurion ARV.